# Operacija Oslobođena zemlja
Operacija Oslobođena zemlja operacija je Hrvatske vojske na Južnom bojištu.

## Vojne postrojbe koje su sudjelovale
- 1. gardijska brigada "Tigrovi"
- 2. gardijska brigada "Gromovi"
- 4. gardijska brigada "Pauci"
- 156. brigada HV  (makarsko - vrgorska)
- 163. brigada HV (dubrovačka)
- 148. brigada HV (trnjanska)
- 115. brigada HV (imotska)
- 116. pukovnija HV (neretvanska)

## Cilj operacije
Cilj operacije Oslobođena zemlja bio je vratiti nedavno izgubljene položaje i proširiti područje pod kontrolom HV u brdskom području sjeverno od komunikacije Zavala - Osojnik (područje Bobana).
Prva gardijska brigada s polazne crte Zavala-Slano napreduje, zauzimajući vrhove brda: Kobilje brdo, Ovča i Vranilova glava, Čula i Timun, te zauzima sela Kutina, Nevada i Začula. Cilj je bio ovladati dominantnim visovima, s kojih se kontrolira [Popovo polje].  Zadaća 4. gardijske brigade je bila zauzimanje ključnih vrhova s kojih su ugrožavani prilazi Dubrovniku: Golubova kamena, Meterniza i Debele glave; zatim smjelim napadom koji vodi Pauk zauzimaju topničko uporište Uskoplje. Druga gardijska brigada kreće s linije Knežica-Brgat-Makoše, sa zapada prema Donjem Brgatu, te zauzimaju Ivanjicu. Obrana Dubrovnika imala je dobiti operativnu dubinu, koja će omogućiti daljnje napredovanje prema Konavlima.

## Trajanje operacije
Borbena djelovanja započela su 23. srpnja napadom 1. brigade ZNG, koja je zajedno s dijelom snaga 156. brigade HV, krenula s položaja Sepriječe - tt 791 - Koviljeva glava - Oštra glava - s. Slivnica., a uspješno je okončana 12. kolovoza iste godine, unatoč teškim borbama i mnogim poginulim i ranjenim vojnicima. Akcija se odvijala na planinskom prostoru Bobana u zaleđu Dubrovačkog primorja, između sela Zavale na zapadu i sela Orah na istoku. Temeljni cilj bio je uspostavljanja i učvršćivanje nove crte obrane na obroncima uz južni rub Popova polja. Kako je neprijatelj tijekom dotadašnjih napadnih djelovanja HV izgubio veliki dio prostora u zaleđu Dubrovnika, koristio je svaki nenadzirani međuprostor za ubacivanje snaga na dominantne visove nastojeći na taj način učvrstiti preostali dio sustava obrane. Njegovim uspjesima, značajno je doprinijelo odsustvo gardijskih brigada, koje su nakon višemjesečnih teških borbi povučene na zasluženi odmor, a umjesto njih prvu crtu su preuzele većinom pričuvne postrojbe, a dio istih još uvijek nije bio spreman za zadaće koje su im bile namijenjene. Ideja napadnog djelovanja HV bila je istodobnim napadom po cijeloj širini rasporeda neprijatelja izazvati destabiliziranje i razvlačenje njegovih snaga i u konačnici ovladati ovim položajima. 
Postrojba koja je odradila veliki dio posla bila je 156. brigada HV. Nažalost to je popraćeno gubicima u ljudstvu. Poznat je slučaj junačke pogibije petorice pripadnika (Boro Bandić, Roso Markica - Visky, Tomislav Skočibušić - Tomo i Stipe Ursić - Bato) specijalne postrojbe ˝Kobac˝ 156. brigade HV-a i pripadnika 3. bojne 156. brigade HV-a Marina Franića koji su izgubili život u pripremanju za izvršenje napadnih djelovanja u sklopu ove akcije.

## Vanjske poveznice
- za daljnje čitanje: "Oslobođena zemlja" - učvršćivanje crta obrane[neaktivna poveznica]